# Vrede van Passarowitz

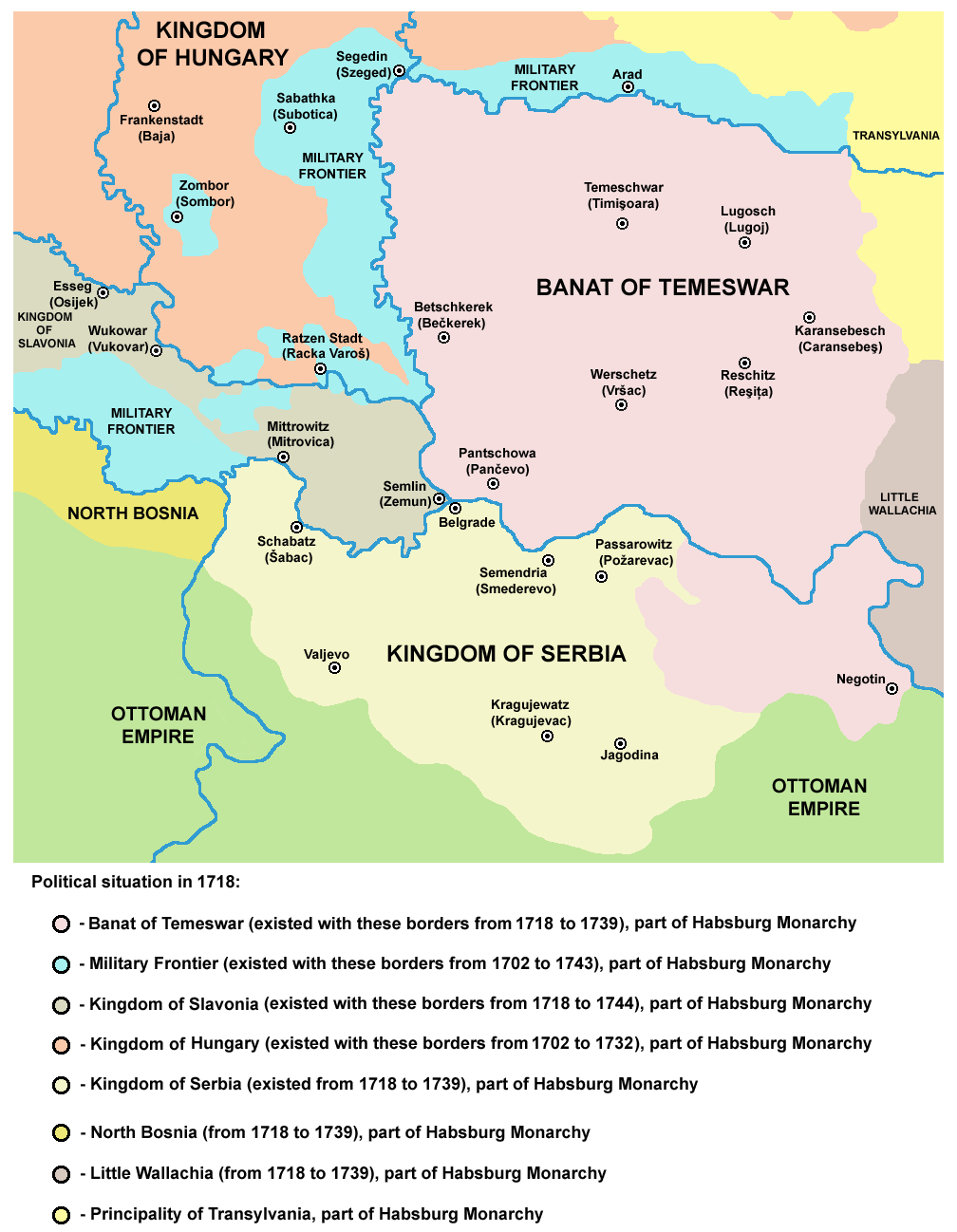

De Vrede van Passarowitz werd op 21 juli 1718 getekend na Turkse nederlagen tegen Oostenrijk.
De vrede kwam tot stand onder Engelse en Nederlandse bemiddeling op basis van het uti possidetis-beginsel. Het Ottomaanse Rijk moest aldus het noorden van Servië (waaronder de stad Belgrado), het Banaat en Oltenië (ook: Klein-Walachije) afstaan aan de Habsburgers. Venetië verloor zijn bezittingen in de Morea (nu: Peloponnesos) en Kreta aan Turkije. Het behield alleen de Ionische Eilanden en Dalmatië. 

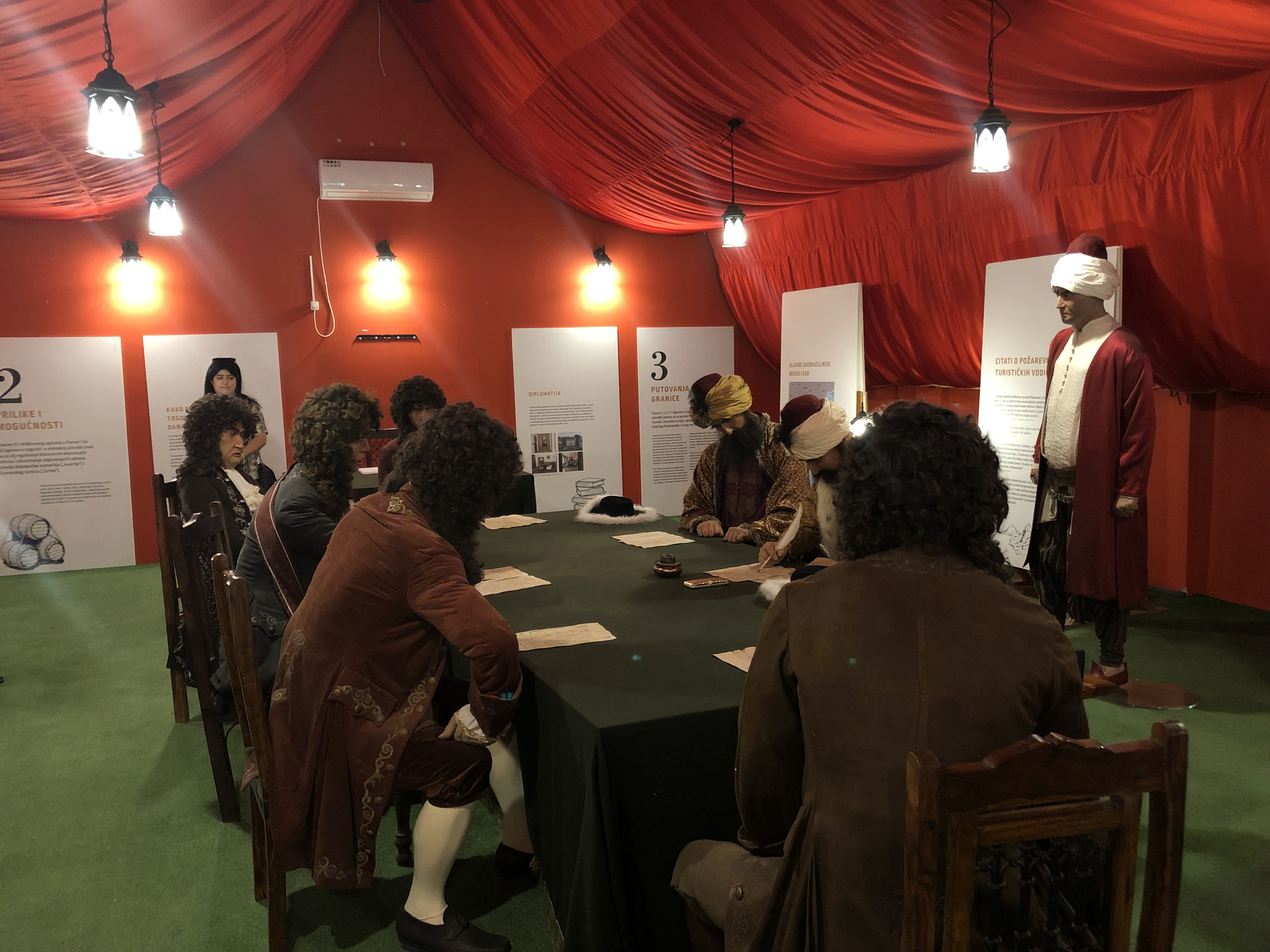
Een tentoonstelling in Požarevac die laat zien hoe het verdrag werd ondertekend

Passarowitz is de Duitse benaming van het in Servië aan de Donau gelegen Požarevac.